# Šumjačskij rajon
Il Šumjačskij rajon (in russo Шумячский район?) è un rajon dell'Oblast' di Smolensk, nella Russia europea; il capoluogo è Šumjači. Istituito nel 1929, ricopre una superficie di 1.367,71 chilometri quadrati.
A Petrovichi, un villaggio di questo rajon, nel 1920 nacque Isaac Asimov.